# Harz (Mittelgebirge)
Harz este un masiv muntos împădurit în Europa centrală, pe teritoriul Germaniei, între Saale și Weser. Altitudinea maximă este de 1142 metri în vârful Brocken, legendarul loc de întâlnire al vrăjitoarelor care sărbătoresc aici Noaptea Valpurgiei.

## Vârfuri
- Hamburger Wappen
- Teufelsmauer
- Zeterklippen
- Ziegenkopf
- Rabenklippe
- Rehberger Graben
- Rosstrappe
- Steinerne Renne
- Bodetal
- Brocken cu muzeul Brocken și grădina botanică Brockengarten pe vârf
- Heimkehle
- Hexentanzplatz (Dansul vrăjitoarelor)
- Ilsestein
- Kästeklippen
- Molkenhaus
- Ottofels

## Geografie

### Intindere și situare
Munții Harz se întind pe o lungime de 110 km, masivul având o lățime de 30–40 km și ocupând o suprafață de 2.226 km². Munții se întind între Seesen pe linia Salzgitter–Göttingen până la Lutherstadt Eisleben. Subdiviziunile munților sunt: 
- Unterharz (Harzul Inferior) situat în sud-est cu o altitudine de 400 m
- Oberharz (Harzul Superior) situat în nord-vest cu o altitudine de 800 m

Harzul Inferior și Superior sunt separați de linia care unește Wernigerode cu Bad Lauterberg.
Vârfurile cele mai înalte sunt Brocken (1.141 m), la sud-est Heinrichshöhe (1.044 m), iar la sud-vest Königsberg (1.023 m).

### Ape
- Lacuri de acumulare:
  - Talsperre Neustadt
  - Okertalsperre
- Lacuri naturale mici:
  - Bremer Teich
  - Oderteich
- Ape curgătoare în nord:
  - Innerste cu afluenții Nette și Granecare, se varsă în Leine
  - Oker cu afluenții Radau, Ecker și Ilse
  - Bode cu afluenții Holtemme, Zillierbach, Hassel și Selke
  - Wipper cu afluentul Eine
- Ape curgătoare în sud:
  - Oder cu afluenții  Rhume,  Söse și Sieber
  - Helme cu afluenții  Zorge, Wieda și Uffe.

Din cele 17 lacuri de acumulare din Harz, 12 sunt baraje pentru producerea de curent electric și ca sursă de apă potabilă, sau pentru reținerea de apă în perioada pericolului inundațiilor mai ales în perioada topirii zăpezii.

## Galerie de imagini

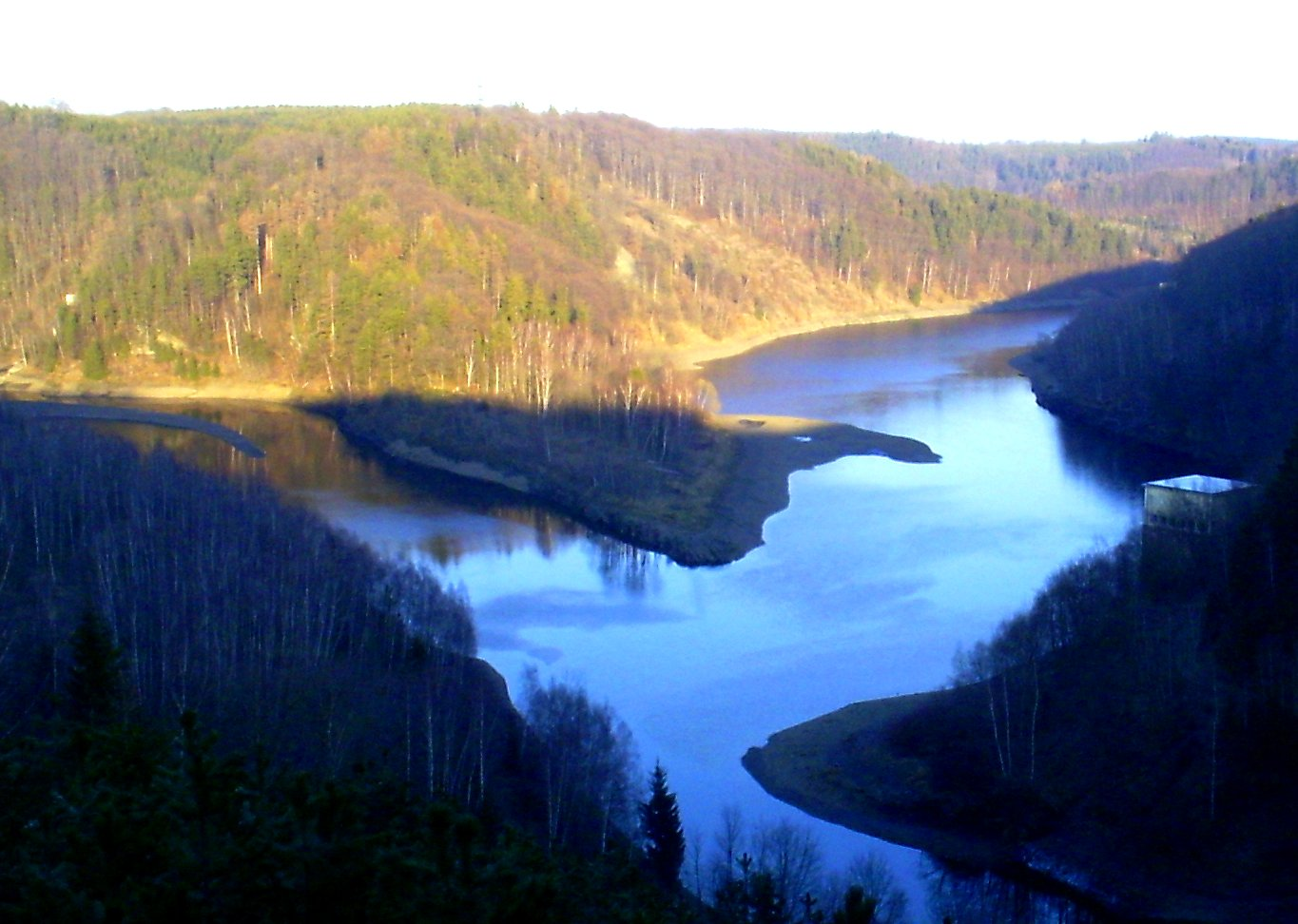
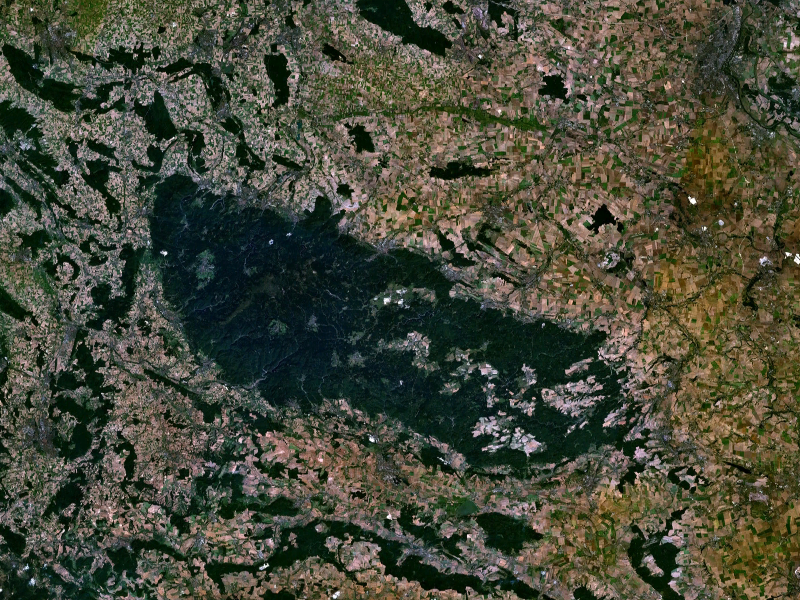
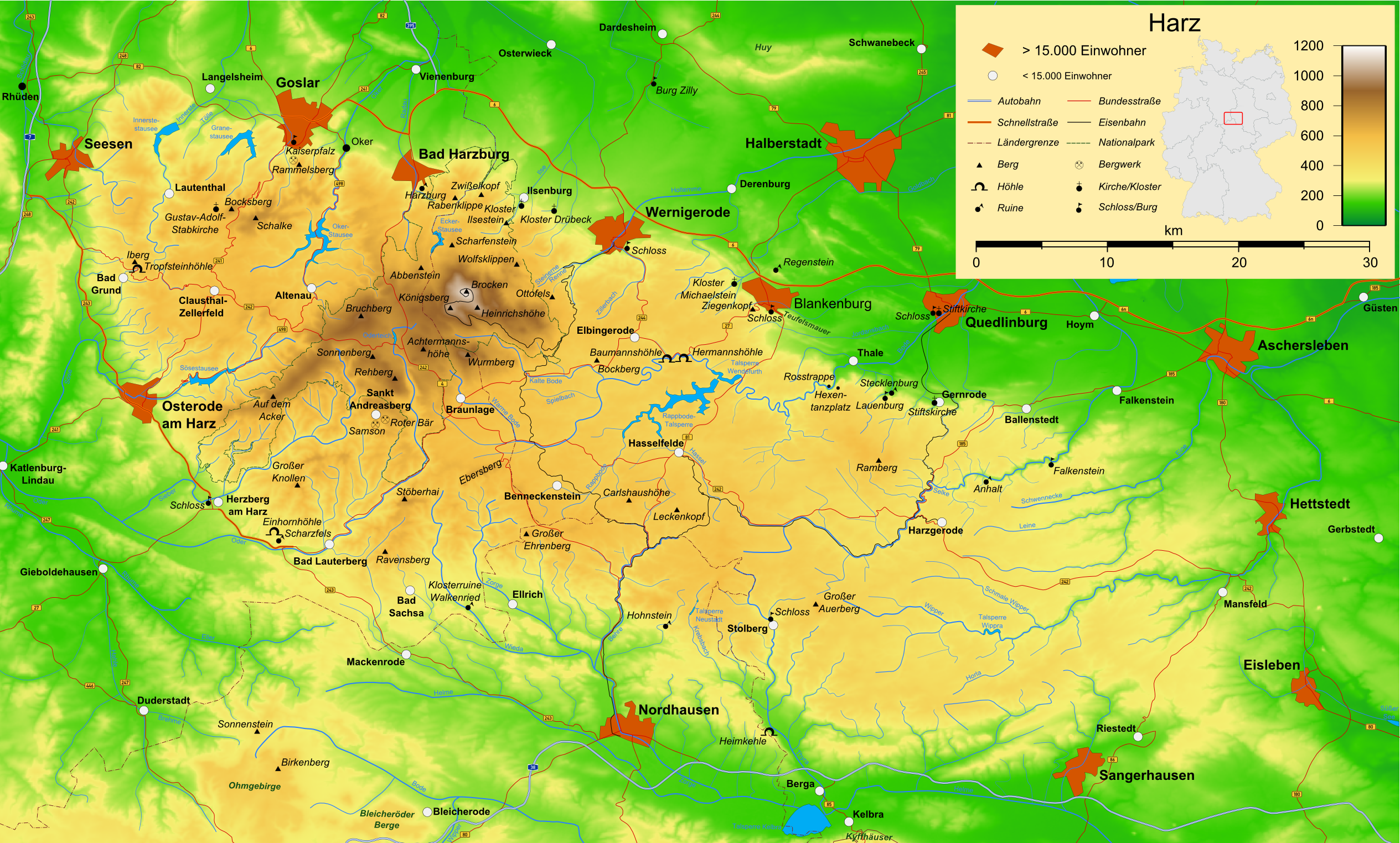
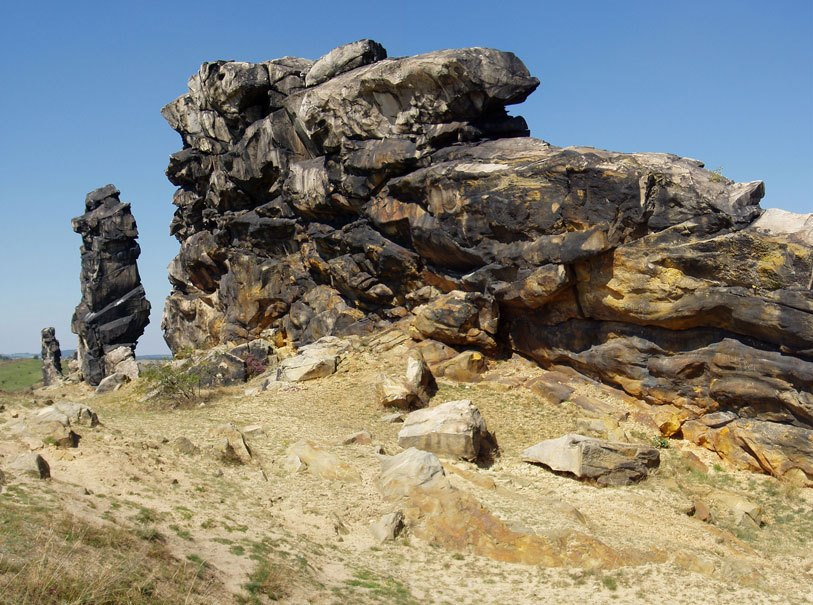